# Бар-Ґалі
Бар-Ґалі (перс. بارگلي) — село в Ірані, у дегестані Отаквар, у бахші Отаквар, шагрестані Лянґаруд остану Ґілян. За даними перепису 2006 року, його населення становило 26 осіб, що проживали у складі 4 сімей.

## Клімат
Середня річна температура становить 14,35 °C, середня максимальна – 28,32 °C, а середня мінімальна – 0,25 °C. Середня річна кількість опадів – 960 мм.
| Клімат поселення                              | Клімат поселення | Клімат поселення | Клімат поселення | Клімат поселення | Клімат поселення | Клімат поселення | Клімат поселення | Клімат поселення | Клімат поселення | Клімат поселення | Клімат поселення | Клімат поселення | Клімат поселення |
| Показник                                      | Січ.             | Лют.             | Бер.             | Квіт.            | Трав.            | Черв.            | Лип.             | Серп.            | Вер.             | Жовт.            | Лист.            | Груд.            |                  |
| Середній максимум, °C                         | 12,16            | 11,70            | 12,78            | 17,48            | 21,54            | 26,81            | 28,32            | 28,16            | 23,78            | 20,67            | 16,51            | 12,35            |                  |
| Середня температура, °C                       | 6,43             | 5,98             | 7,05             | 11,75            | 15,81            | 21,09            | 24,05            | 23,88            | 19,51            | 16,39            | 12,23            | 8,07             |                  |
| Середній мінімум, °C                          | 0,70             | 0,25             | 1,32             | 6,02             | 10,09            | 15,35            | 19,78            | 19,61            | 15,24            | 12,12            | 7,94             | 3,79             |                  |
| Норма опадів, мм                              | 86               | 75               | 82               | 51               | 46               | 31               | 30               | 47               | 102              | 161              | 134              | 115              |                  |
| Середньомісячна швидкість вітру, м/с          | 2.28             | 2.54             | 2.50             | 2.48             | 2.30             | 2.15             | 2.50             | 2.20             | 1.98             | 2.07             | 2.07             | 2.16             |                  |
| Середньомісячна сонячна радіація, кДж/м²·день | 7275             | 9383             | 11373            | 15629            | 19461            | 21290            | 21974            | 18693            | 15331            | 11018            | 8813             | 6867             |                  |
| --------------------------------------------- | ---------------- | ---------------- | ---------------- | ---------------- | ---------------- | ---------------- | ---------------- | ---------------- | ---------------- | ---------------- | ---------------- | ---------------- | ---------------- |
| Джерело:                                      |                  |                  |                  |                  |                  |                  |                  |                  |                  |                  |                  |                  |                  |